# 索洛尼湖
索洛尼湖（烏克蘭語：Солоний Лиман），是烏克蘭的湖泊，位於該國東部第聶伯羅彼得羅夫斯克州，長1.8公里、寬1.8公里，面積3.5平方公里，湖岸線長度11.5公里，湖中有一座島嶼。
48°38′30″N 35°31′9″E / 48.64167°N 35.51917°E